# Самонарушающееся правило
Самонарушающиеся правила — правила языка или языкового стиля, написанные в юмористическом стиле таким образом, что они нарушают эти правила.
Научный редактор Джордж Тригг опубликовал набор таких правил в 1979 году в журнале Physical Review Letters. Термин fumblerules был закреплён в составленном Уильямом Сафиром списке, напечатанном в его колонке «О языке» в The New York Times 4 ноября 1979 года. Позже Сафир издал книгу под названием «Fumblerules: легкомысленное руководство по грамматике и правильному использованию», которая была переиздана в 2005 году под названием «Как не писать: основные неправильные грамматические правила».
В 1979 году «правила» были переведены на французский и опубликованы в июньском номере Курьер-ЦЕРН
На русском языке «неуклюжие правила» впервые были переведены и перепечатаны в газете «За науку в Сибири» в ноябре 1980 года, в разделе «Весёлая сигма».

## Примеры «правил» в переложении на русский язык
- В процессе описания физических процессов избегайте омонимов.
- Метафора — это гвоздь в ботинке, и лучше её выполоть.
- Ненужная аналогия в тексте — как шуба, заправленная в трусы.
- Кому нужны риторические вопросы?
- Позаботься о благозвучии фразы, у тебя ж опыта больше.
- Не следует пытаться не избегать двойных отрицаний.
- Используйте параллельные конструкции не только для уточнения, но и прояснять.
- Правило гласит, что «косвенная речь в кавычки не берётся».
- Повторно повторять все повторяющиеся однокоренные слова — это тавтология — лишнее излишество.
- Штампам не должно быть места на страницах нашей печати.
- Использование терминов, значения которых вы не вполне понимаете, может привести к аффектированным инсинуациям в ваш адрес.
- Работа должна быть тщательно аккуратно вычитана.
- Коллеги обращения надо как-то выделять.
- Не сокращ.!